# أدب الشباب

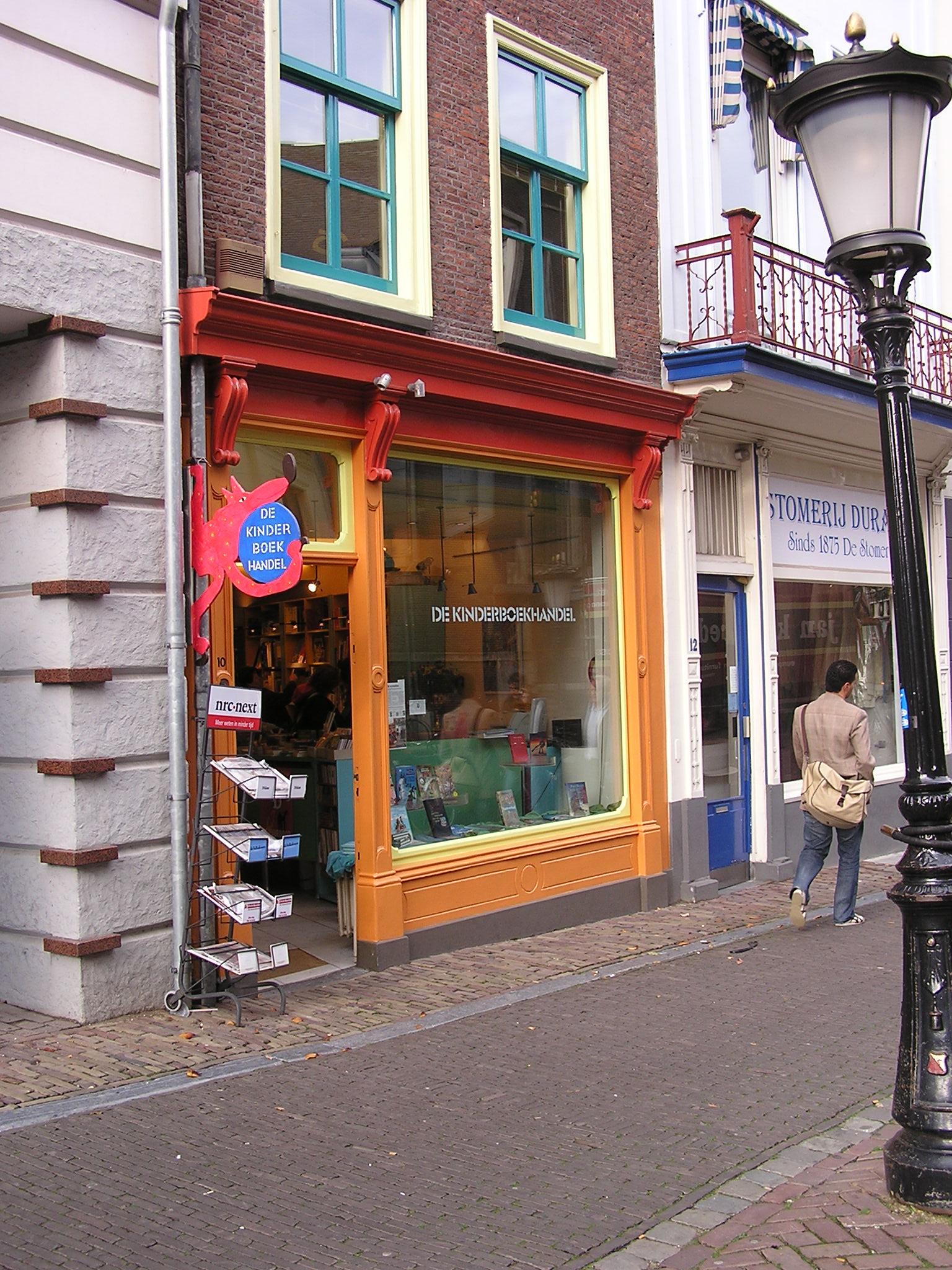

أدب الشباب أو أدب الشباب البالغ أو أدب الخيال للشباب هو نوع من أدب الخيال موجّه للقراء الذين لايزالون في فترة الشباب. الفئة العمرية للشباب الذين يستهدفهم هذا النوع هي ما بين 12 سنة حتى 18 سنة حسب ما تدعيه بعض المصادر، في حين أن الكُتاب والقراء لهذا النوع من الأدب في كثير من الأحيان يزعمون أنها مكتوبة لمن أعمارهم بين 15 سنة حتى بدايات العشرينيات. هذا النوع من الأدب يشار له بعدة أسماء منها روايات الشباب أو روايات المراهقين أو قصص للشباب وما إلى ذلك.
موضوع وخطوط القصة في أدب الشباب عادة ما تكون متسقة مع عمر وخبرة الشخصية الرئيسية، ولكن هذا الأدب يمتد ليشمل طيف من أنواع أدب الخيال الأخرى. يشار إلى القصص التي تركز على تحديات معينة يواجهها الشباب  أحيانا باسم «روايات المشاكل» أو «روايات سن البلوغ». وفقا لإحصائيات تمت في 2013 من قبل دار النشر «تور بووكز» المختصة بروايات الخيال التأملي فإن النساء اللاتي قدمن هذا النوع لدور النشر ليتم نشره فاق عدد الرجال بنسبة 68% إلى 32% من عدد الطلبات، ولوحظ أيضاً أن هذه النسبة تنقلب بشكل عكسي في تصنيفات أخرى مثل أدب الخيال العلمي وأدب الفنتازيا.

## المواضيع
ناقش أدب الشباب قضايات منها: الصداقة والحب والعلاقات الجنسية والمال والثروة والطلاق وتأثيره والعلاقات الأسرية. بالإضافة للثقافة المجتمعية التي تحيط بالشاب والتي تشغل حيزا كبيرا من حياته، فأن المواضيع تشمل أمور مهمة أخرى في هذا المحيط كعلاقة الشاب بالسلطة والضغوطات والتجارب الناتجة من محاولة التعلم واكتشاف الجديد. وقد تتحدث القصة في أدب الشباب عن القضايا المتعلقة بالاختلاف، كالاختلاف العرقي أو الاجتماعي أو الطبقي أو الاختلاف من جنس لاخر. بشكل عام كل هذه الأمور تحدث للشخصية الشابة الرئيسية في القصة وكيف يمكن لها أن تتخطى الصعاب في طريق مليء بالمشاعر والتحديات التي تأخذ القارئ معها لحظة بلحظة حتى حلها.
أبريل داون ويلز (April Dawn Wells) قام بسرد سبعة عشر صفة مشتركة في روايات أدب الشباب هي: «الصداقة، والوقوع في مشكلة، والإعجاب بالجنس الآخر، والمال، والطلاق، والآباء، والزواج، والمشاكل مع الآباء والأجداد والأشقاء الأصغر سنا، والقلق على الدرجات/المدرسة، والشعبية بين الأقران، ومرحلة البلوغ، التنافس بأنواعه، والموت، والجيران، والوظيفة/العمل».
ويمكن لأدب الشباب أن يتحدث عن مواضيع أخرى تشمل:
- الهوية والإنتماء
- السلوك الجنسي
- العنصرية
- الاكتئاب
- الانتحار
- تعاطي المخدرات
- تعاطي الكحول
- مشاكل مع العائلة
- التنمر

## السمات
من سمات أدب الشباب: أن الشخصيات والقضايا المطروحة هي أمور متعلقة بالشباب؛ ويتم معالجتها وطرحها بطريقة لاتقلل من شأنها أو تزدريه; وتقدم بلغة يمكن للشباب فهمها واستيعابها؛ وتخدم حبكة الرواية.
تشير البحوث إلى أن أدب الشباب ربما يكون مفيد للطلاب القراء الذين يصعب التعامل معهم من خلال طرح قضاياهم واحتياجاتهم. يتميز كُتاب هذا النوع من الأدب بالمقدرة بوضع أنفسهم بمستوى عقلية المراهقين والغوص في اهتماماتهم وطريقة حياتهم. اللغة المستخدمة وحبكة القصة وحواراتها غالبا ما تكون مشابهة لما اعتاد عليه الطلاب في الحياة الواقعية أو بما يشاهدونه على التلفاز أو تكون مقتبسة من ثقافة المجتمع المنتشرة.
هناك معايير يستخدمها الباحثون لتقييم فاعلية أدب الشباب في الفصول الدراسية:
- يجب أن يعكس الموضوع المرحلة العمرية للقراء من خلال طرح اهتماماتهم وقُربه لما يقرأونه ومدى المستوى المعرفي لديهم.
- يجب أن يتعامل المحتوى المطروح مع القضايا المعاصرة والخبرات والشخصيات التي ترتبط بالمراهقين.
- ينبغي أن يكون الموضوع الأساسي يتعلق بالشباب ويهمهم، كطرح أمور مثل العلاقة بالأهل والبالغين من حولهم أو مرض ما أو حالة موت أو ضغوطات تتعلق بالمخدرات أو بالأمور الجنسية والحمل أو الإدمان.
- على النقيض مما ذكر بالأعلى فإنه على الرغم من أن هذه الكتب التي تتبع نمطاً واحدا شائعة جداً إلا أنه قد توجد أحيانا كتب تكون أقرب للغموض أو الخيال العلمي مما ذكر وعلى الرغم من أنها تصنف ضمن تصنيفات مختلفة إلا أن هناك عناصر عديدة في هذه الكتب تعود لأدب الشباب.
- يجب أن يراعي المحتوى أمور أشمل وأعم، مثل التنوع الثقافي والاجتماعي، والتنوع بين الجنسين، وكذلك القضايا السياسية والبيئية من حيث صلتها بالمراهقين.